# Cristian Tabără
Tabără Cristian (Nagyvárad, 1967. november 30. –) román újságíró és televíziós személyiség.

## Munkássága
Újságíróként a előbb a temesvári Gazeta de Vestnek írt, majd a nagyváradi Radio Sonvestnek dolgozott, valamint a Pro TV Híradójának riportereként is tevékenykedett.
Szerkesztette és vezette a "Parte de carte" ("Könyvadag") és "Te vezi la Știrile Pro TV" ("Viszontlátod magad a Pro TV Híradójában") című műsorokat. 2010-ben Tabără megjelent a moldvai sajtóéletben is: 2010 és 2012 a Moldovai Köztársaságban a Prime TV műsorán futó Fabrica de Staruri ("Sztárgyár") szervezői csapatában tevékenykedett, valamint ezzel egyidejűleg a TVR-nél is dolgozott Romániában.
2014 óta a Publika TV-n futó ”Fabrika” műsor "állandó meghívottja", melyet Ursalovschi Ritával együtt moderál. Ezzel egy időben, ugyancsak a Publika TV-n vezeti az „EuroDicționar” ("EuroSzótár") című, az Európa-párti Moldováról, az európai integráció előnyeiről, valamint ennek a folyamatnak a hatásairól szóló heti műsort.

## Tanulmányai
Középiskolai tanulmányait 1986-ban végezte Nagyváradon filológia-történelem szakon. Mérnöki egyetemi tanulmányait a Temesvári Műszaki Egyetem Gépészmérnöki Karán végezte, majd később az ortodox teológiai képzésén vett részt Nagyváradon.

## Külső vonatkozások
- Cristian Tabără-ról szóló hírek (román nyelven)